# 人造黒鉛電極

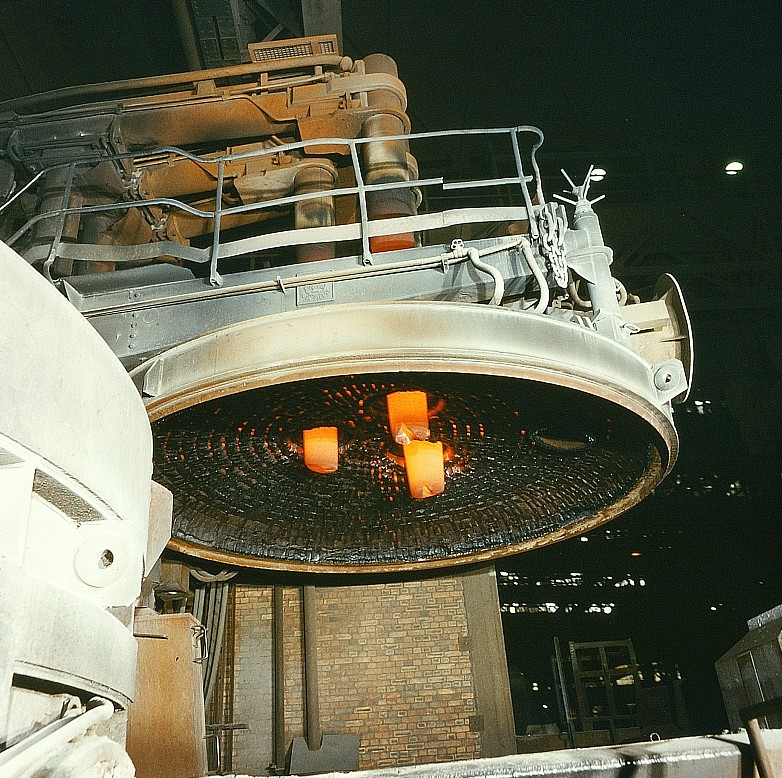
熱せられて赤くなっているのが人工黒鉛電極

人造黒鉛電極（じんぞうこくえんでんきょく、英: Graphite and carbon electrodes）は、人造黒鉛から造られた金属製錬、金属精錬用の電極のことである。しかしこれらのほとんどが、電気炉製鋼法（電炉法）で鉄スクラップを融解させる際の陰極となる黒鉛棒として使われることから、こちらのほうを指す方が自然であるため、以下それについて述べる。

## 概要

### 形状
円筒型をしていることからポールとも呼ばれることがあり、サイズの基準となる単位はインチである。長さや重さもさまざまで、手で持ち運べる数キロ程度のものからクレーンを使用しないと持ち運べないものもあり、太さも3インチ程度のものから30インチをこえる太い物もある。

### 使用目的
製鉄の方法は大きく分けて2種類ある。一つは鉄鉱石から不純物を取り除き鉄を精製する方法、もう一つは鉄のスクラップを融解させて鉄を精製する方法である。人造黒鉛電極とは主に後者の製鉄法の中の電炉法で鉄を精製する際に、陰極となる部分の炭素棒のことである。
電炉法で鉄を精製する際鉄の温度は1600°C、電極の先端温度は3000°Cにも達するが、この温度に耐えうる素材は現在のところ炭素しか存在しない。

## 製法
原料は高純度のコークス（炭素）とタールピッチである。一部製造過程において約3000°Cの熱処理が必要であるが、ガスや石油や石炭などのいわゆる化石燃料ではこのような高温をだすことは不可能であるため、主に電気エネルギーを用いて製造されるのが主流である。
例えば京都府に工場を置くSECカーボンの場合、京都府下で一番電力を消費するほど製造時に大量のエネルギーコストがかかる。電力のほとんどを火力発電に頼る日本においては、地球温暖化の問題の観点から今後エネルギー転換をどうして行けばいいのかというのが大きな問題点である。近年少数ではあるが火力発電で生成された電力を使わず、水力発電などのクリーンエネルギーを使用しようとするメーカーも存在する。

## 求められる性能

### 欠けにくい折れにくい
精錬時は超高温に達するためもろくなる。そのため欠けたり折れたりすることがある。もしそのようなことがあれば、その破片や欠片は不純物として混ざり結果として純度を下げることがある。特に折れてしまった場合は、新しいものと交換しなければならないこともあるため、その間操業を一時停止しなければならないことから頑丈なものが求められる。
これを実現するためには、かさ密度を上げて高温でも酸化しにくいような配合で造ることが不可欠である。

## 主なメーカー
- SECカーボン株式会社
- 東海カーボン株式会社
- 日本カーボン株式会社
- レゾナック・グラファイト・ジャパン（旧：昭和電工）